# Herrarnas boardercross i snowboard vid olympiska vinterspelen 2014
Herrarnas boardercross i snowboard vid olympiska vinterspelen 2014 hölls på Roza Chutor extrempark den 17 februari 2014. Tävlingen bestod av en åttondelsfinal som följdes av kvartsfinal, semifinal och till sist final. Detta under samma dag. I herrarnas boardercross tävlade 39 idrottare från 15 nationer.
Pierre Vaultier från Frankrike vann före Nikolaj Oljunin från Ryssland som kom på andraplats, och Alex Deibold från USA som kom på tredjeplats.

## Schema
Alla tider är i (UTC+4).
| Datum       | Tid   | Omgång         |
| ----------- | ----- | -------------- |
| 17 februari | 13:30 | Åttondelsfinal |
| 17 februari | 13:52 | Kvartsfinal    |
| 17 februari | 14:04 | Semifinal      |
| 17 februari | 14:12 | Final          |

## Resultat

### Åttondelsfinaler
Vidare till nästa omgång
     Diskvalificerad
| Pl. | Nr | Namn             | Nation     |
| --- | -- | ---------------- | ---------- |
| 1   | 1  | Alex Pullin      | Australien |
| 2   | 33 | Tony Ramoin      | Frankrike  |
| 3   | 17 | Kevin Hill       | Kanada     |
| 4   | 16 | Nick Baumgartner | USA        |
| 5   | 32 | Andrey Boldykov  | Ryssland   |

| Pl. | Nr | Namn                | Nation  |
| --- | -- | ------------------- | ------- |
| 1   | 8  | Lucas Eguibar       | Spanien |
| 2   | 24 | Regino Hernandez    | Spanien |
| 3   | 9  | Alex Deibold        | USA     |
| 4   | 25 | Lluis Marin Tarroch | Andorra |

| Pl. | Nr | Namn             | Nation   |
| --- | -- | ---------------- | -------- |
| 1   | 5  | Trevor Jacob     | USA      |
| 2   | 28 | Anton Lindfors   | Finland  |
| 3   | 21 | Tommaso Leoni    | Italien  |
| 4   | 12 | Nate Holland     | USA      |
| 5   | 37 | Anton Koprivitsa | Ryssland |

| Pl. | Nr | Namn                | Nation    |
| --- | -- | ------------------- | --------- |
| 1   | 20 | Nikolay Olyunin     | Ryssland  |
| 2   | 4  | Alessandro Hämmerle | Österrike |
| 3   | 13 | Stian Sivertzen     | Norge     |
| 4   | 29 | Maciej Jodko        | Polen     |
| 5   | 36 | Laro Herrero        | Spanien   |

| Pl. | Nr | Namn               | Nation   |
| --- | -- | ------------------ | -------- |
| 1   | 14 | Konstantin Schad   | Tyskland |
| 2   | 3  | Omar Visintin      | Italien  |
| 3   | 35 | Marvin James       | Schweiz  |
| 4   | 30 | Jake Holden        | Kanada   |
| 5   | 19 | Emanuel Perathoner | Italien  |

| Pl. | Nr | Namn            | Nation     |
| --- | -- | --------------- | ---------- |
| 1   | 6  | Pierre Vaultier | Frankrike  |
| 2   | 27 | Hanno Douschan  | Österrike  |
| 3   | 11 | Jarryd Hughes   | Australien |
| 4   | 38 | Emil Novák      | Tjeckien   |
| 5   | 22 | Jussi Taka      | Finland    |

| Pl. | Nr | Namn                 | Nation    |
| --- | -- | -------------------- | --------- |
| 1   | 23 | Paul Berg            | Tyskland  |
| 2   | 7  | Christopher Robanske | Kanada    |
| 3   | 26 | Paul-Henri de Le Rue | Frankrike |
| 4   | 39 | David Bakeš          | Tjeckien  |
| 5   | 10 | Mateusz Ligocki      | Polen     |

| Pl. | Nr | Namn            | Nation     |
| --- | -- | --------------- | ---------- |
| 1   | 31 | Cameron Bolton  | Australien |
| 2   | 34 | Tim Watter      | Schweiz    |
| 3   | 15 | Luca Matteotti  | Italien    |
| 4   | 2  | Markus Schairer | Österrike  |
| 5   | 18 | Robert Fagan    | Kanada     |

### Kvartsfinaler
Vidare till nästa omgång
     Diskvalificerad
| Pl. | Nr | Namn             | Nation     |
| --- | -- | ---------------- | ---------- |
| 1   | 8  | Lucas Eguibar    | Spanien    |
| 2   | 17 | Kevin Hill       | Kanada     |
| 3   | 9  | Alex Deibold     | USA        |
| 4   | 1  | Alex Pullin      | Australien |
| 5   | 33 | Tony Ramoin      | Frankrike  |
| 6   | 24 | Regino Hernandez | Spanien    |

| Pl. | Nr | Namn                | Nation    |
| --- | -- | ------------------- | --------- |
| 1   | 20 | Nikolay Olyunin     | Ryssland  |
| 2   | 5  | Trevor Jacob        | USA       |
| 3   | 13 | Stian Sivertzen     | Norge     |
| 4   | 28 | Anton Lindfors      | Finland   |
| 5   | 4  | Alessandro Hämmerle | Österrike |
| 6   | 21 | Tommaso Leoni       | Italien   |

| Pl. | Nr | Namn             | Nation     |
| --- | -- | ---------------- | ---------- |
| 1   | 6  | Pierre Vaultier  | Frankrike  |
| 2   | 3  | Omar Visintin    | Italien    |
| 3   | 27 | Hanno Douschan   | Österrike  |
| 4   | 14 | Konstantin Schad | Tyskland   |
| 5   | 11 | Jarryd Hughes    | Australien |
| 6   | 35 | Marvin James     | Schweiz    |

| Pl. | Nr | Namn                 | Nation     |
| --- | -- | -------------------- | ---------- |
| 1   | 31 | Cameron Bolton       | Australien |
| 2   | 26 | Paul-Henri de Le Rue | Frankrike  |
| 3   | 15 | Luca Matteotti       | Italien    |
| 4   | 23 | Paul Berg            | Tyskland   |
| 5   | 7  | Christopher Robanske | Kanada     |
| 6   | 34 | Tim Watter           | Schweiz    |

### Semifinaler
Vidare till nästa omgång
     Diskvalificerad
| Pl. | Nr | Namn            | Nation   |
| --- | -- | --------------- | -------- |
| 1   | 20 | Nikolay Olyunin | Ryssland |
| 2   | 13 | Stian Sivertzen | Norge    |
| 3   | 9  | Alex Deibold    | USA      |
| 4   | 5  | Trevor Jacob    | USA      |
| 5   | 8  | Lucas Eguibar   | Spanien  |
| 6   | 17 | Kevin Hill      | Kanada   |

| Pl. | Nr | Namn                 | Nation     |
| --- | -- | -------------------- | ---------- |
| 1   | 6  | Pierre Vaultier      | Frankrike  |
| 2   | 26 | Paul-Henri de Le Rue | Frankrike  |
| 3   | 15 | Luca Matteotti       | Italien    |
| 4   | 31 | Cameron Bolton       | Australien |
| 5   | 27 | Hanno Douschan       | Österrike  |
| 6   | 3  | Omar Visintin        | Italien    |

### Finaler
Lilla finalen
| Pl. | Nr | Namn           | Nation     |
| --- | -- | -------------- | ---------- |
| 7   | 8  | Lucas Eguibar  | Spanien    |
| 8   | 17 | Kevin Hill     | Kanada     |
| 9   | 5  | Trevor Jacob   | USA        |
| 10  | 27 | Hanno Douschan | Österrike  |
| 11  | 31 | Cameron Bolton | Australien |
| 12  | 3  | Omar Visintin  | Italien    |

Stora finalen
| Pl. | Nr | Namn                 | Nation    |
| --- | -- | -------------------- | --------- |
| 1   | 6  | Pierre Vaultier      | Frankrike |
| 2   | 20 | Nikolay Olyunin      | Ryssland  |
| 3   | 9  | Alex Deibold         | USA       |
| 4   | 26 | Paul-Henri de Le Rue | Frankrike |
| 5   | 13 | Stian Sivertzen      | Norge     |
| 6   | 15 | Luca Matteotti       | Italien   |